# ایستگاه متروی شهید حقانی
ایستگاه متروی شهید حقانی یکی از ایستگاه‌های خط ۱ متروی تهران است که در بزرگراه حقانی در کنار پارک جنگلی طالقانی واقع در اراضی عباس آباد تهران واقع شده‌است.
در ابتدا نام این ایستگاه تا پیش از بهره‌برداری، جهان کودک بود که در زمان افتتاح، نام این ایستگاه به میرداماد تغییر کرد. بعدها با احداث ایستگاه میرداماد در طرح توسعه شمالی همین خط، نام این ایستگاه به شهید حقانی تغییر یافت.

## مشخصات
مساحت فضای سرپوشیده این ایستگاه ۲ هزار و ۵۷۶ مترمربع است و در عمق ۲۴.۸۱ متری از سطح زمین قرار دارد. این ایستگاه دارای ۱ ورودی، ۹ پله‌برقی، ۵ گیت ورودی و ۵ گیت خروجی است و آمار مسافری آن به‌طور متوسط ۷ هزار و ۶۰۰ نفر می‌باشد.
در آینده، علاوه بر اینکه خط ۹ متروی تهران با این ایستگاه تقاطع ایجاد خواهد کرد، انشعاب حقانی-ظفر به‌منظور دسترسی محله ونک و ظفر و بیمارستان ولیعصر ناجا و خاتم‌الانبیا به شبکه متروی تهران قرار است ایجاد شود. این انشعاب شامل ۳ ایستگاه می‌باشد که از ایستگاه متروی شهید حقانی آغاز شده و به سمت ایستگاه متروی شهید مدرس و ایستگاه متروی ظفر امتداد خواهد یافت.
در نزدیکی این ایستگاه، علاوه بر باغ‌موزه دفاع مقدس، دریاچه هنر، کتابخانه ملی، باغ کتاب و پارک جنگلی جهان‌کودک، بوستان نوروز، بوستان آب‌وآتش و پل طبیعت نیز قرار دارند. همچنین پایانه اتوبوس‌رانی و تاکسی‌رانی در ضلع جنوبی ایستگاه واقع شده است.

## امکانات
- تلفن عمومی کارتی
- آب سردکن
- پله برقی
- دفتر اشیاء گم شده
- سرویس بهداشتی عمومی
- نمازخانه، پایانه اتوبوسرانی
- پارکینگ عمومی
- خودپرداز بانک
- دفتر پلیس مترو
- ماشین خودکار فروش بلیت
- بخش تجاری
- پایانه تاکسیرانی
- سوپر مارکت
- روزنامه فروشی

## خطوط اتوبوسرانی
از خطوط اتوبوسرانی منتهی و عبوری از مجاور این ایستگاه خطوط ذیل می‌باشد:
- خط ۲۳۴ پایانه متروی حقانی به میدان شیخ بهایی در مسیر بزرگراه جهان کودک و داریوش ، بلوار آفریقا، چهارراه جهان‌کودک، میدان ونک، خیابان پهلوی، بزرگراه نیایش و کردستان، خیابان رشید یاسمی، پیروزان، ده ونک، میدان شیخ بهایی
- خط ۳۰۱ پایانه متروی حقانی به بلوار ارتش در مسیر بزرگراه جهان کودک و شهید همت، خیابان پاسداران، میدان فرخی یزدی، متروی شهید زین الدین، بلوار گیلان، خیابان افشاری، میدان هروی، خیابان افتخاریان، لویزان، خیابان شعبانلو، بلوار نیروی زمینی، بلوار ارتش
- خط ۳۰۵ پایانه متروی حقانی به پل مدیریت در مسیر بزرگراه جهان کودک، دوربرگردان حقانی و همت، بزرگراه جهان کودک ، میدان ونک، خیابان ملاصدرا، بزرگراه چمران شمال ، پل نیایش-چمران ، بزرگراه چمران جنوب ، پل مدیریت
- خط ۳۸۶ میدان ونک به میدان رسالت در مسیر بزرگراه‌ جهان کودک، مترو حقانی، ادامه بزرگراه شهید جهان کودک، روی پل سید خندان، بزرگراه داریوش، میدان رسالت[۲]